# Костро, Ежи
Ежи Костро (пол. Jerzy Kostro; 25 января 1937) — польский шахматист; международный мастер (1969).
Двукратный чемпион Польши (1966 и 1970).
В составе национальной сборной участник 6-и Олимпиад (1958—1960, 1966—1970, 1974).

## Изменения рейтинга
| Графики недоступны из-за технических проблем. См. информацию на Фабрикаторе и на mediawiki.org. |